# Автомагистрали Нидерландов

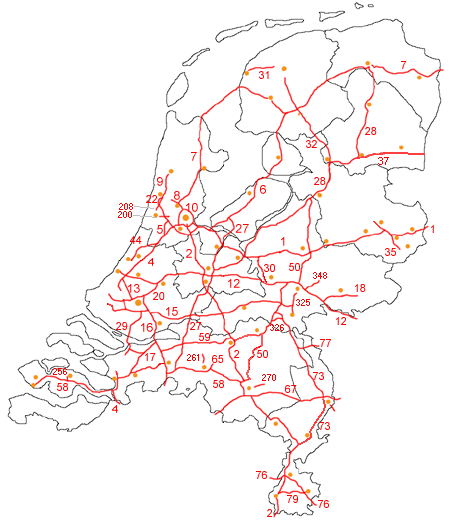
Автомагистрали Нидерландов

Автомагистрали Нидерландов (нидерл. Autosnelweg) — система автодорог для высокоскоростного движения, проложенных в стране. Длина сети составляет 2 758 км. По плотности автомагистралей на квадратный километр занимает первое место в Европе—около 57,5 км автодорог на 1000 км². Это главным образом объясняется высокой плотностью населения в стране. Нидерландская сеть магистралей также является и одной из самых загруженных, наряду с автомагистралями Соединённого Королевства. Самый оживленный участок находится на шоссе  в Гааге, ежедневно по нему проезжают до 238 100 автомобилей. Самый широкий участок (16 полос) находится между двумя частями развязки Риддеркерк, к югу от Роттердама, и имеет структуру шоссе с четырьмя проезжими частями (по 2 в каждом направлении). Первая автомагистраль была построена в 1937 году между Ворбюргом и Зутермером (Южная Голландия), сейчас это часть шоссе .

## Автомагистрали
| Автомагистраль | Маршрут | Пересечения с другими автомагистралями | Длина       | Схема | Примечания |  |
| -------------- | --- | -------------------------------------- | ----------- | ----- | --- |  |
| A1             | Амстердам — Хилверсум — Амерсфорт — Апелдорн — Девентер — Хенгело — Граница с Германией                    |                                        | 157 км      |       | |  |
| A2             | Амстердам — Утрехт — Хертогенбос — Эйндховен — Верт — Гелен — Граница с Бельгией                           |                                        | 217 км      |       | Также имеет номер .                                                                                                |  |
| A4             | Амстердам — Схипхол — Лейден — Гаага — Делфт, Роттердам, Берген-оп-Зом — Граница с Бельгией                |                                        | 116 км      |       | Автомагистраль имеет ряд недостроенных участков, которые однако можно объехать по параллельным автомагистралям.    |  |
| A5             | — Хофддорп — Амстердам                                                                                     |                                        | 17 км       |       | |  |
| A6             | — Алмере — Лелистад — Эммелорд — Леммер —                                                                  |                                        | 101 км      |       | |  |
| A7             | Занстад() — Пюрмеренд — Хорн — Афслёйтдейк — Снек — Херенвен — Гронинген — Винсхотен — Граница с Германией |                                        | 242 км      |       | Также имеет номер . Самая длинная автомагистраль в Нидерландах. Часть шоссе (32 км) проходит по дамбе Афслёйтдейк. |  |
| A8             | Амстердам — Занстад                                                                                        |                                        | 9,9 км      |       | Также имеет номер .                                                                                                |  |
| A9             | — Амстелвен — Харлем — Бевервейк — Алкмар                                                                  |                                        | 96 км       |       | Также имеет номер .                                                                                                |  |
| A10            | Кольцевая автодорога Амстердама                                                                            |                                        | 32 км       |       | Единственная кольцевая автомагистраль в Нидерландах.                                                               |  |
| A12            | Гаага — Зутермер — Гауда — Утрехт — Эде — Арнем — Зевенар — Граница с Германией                            |                                        | 137 км      |       | |  |
| A13            | Гаага — Роттердам                                                                                          |                                        | 17 км       |       | |  |
| A15            | Европорт — Роттердам — Горкум — Тил — Неймеген                                                             |                                        | 204 км      |       | Также имеет номер .                                                                                                |  |
| A16            | Роттердам — Дордрехт — Бреда — Граница с Бельгией                                                          |                                        | 58 км       |       | |  |
| A17            | Мурдейк — Розендал                                                                                         |                                        | 27 км       |       | |  |
| A18            | Зевенар — Дутинхем — Варссевелд                                                                            |                                        | 204 км      |       | Также имеет номер .                                                                                                |  |
| A20            | Гауда — Роттердам — Масслёйс                                                                               |                                        | 39 км       |       | |  |
| A22            | Велзен — Бевервейк                                                                                         |                                        | 8 км        |       | Бывшая часть до постройки туннеля Вейкер.                                                                          |  |
| A24            | Влардинген — Розенбург (в стадии строительства)                                                            | ,                                      | 4 км (план) |       | Проходит через туннель Бланкенбург; планируется к сдаче.                                                           |  |
| A27            | Бреда — Горинхем — Утрехт — Алмере                                                                         |                                        | 109 км      |       | Проходит через пять провинций.                                                                                     |  |
| A28            | Утрехт — Зволле — Ассен — Гронинген                                                                        |                                        | 188 км      |       | Одна из важнейших северных магистралей.                                                                            |  |
| A74            | Венло — Граница с Германией                                                                                | ,                                      | 1,9 км      |       | Международная связь с немецкой A61, открыта в 2012.                                                                |  |